# Jugendorchester Havixbeck

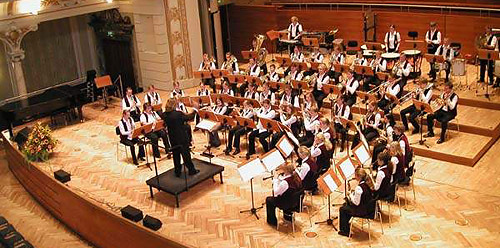
Das Jugendorchester Havixbeck beim Landesorchesterwettbewerb Nordrhein-Westfalen 2003 in der Stadthalle Wuppertal

Das Jugendorchester Havixbeck e. V. ist ein Jugendblasorchester in Havixbeck in Nordrhein-Westfalen.
Die etwa 60 Mitglieder dieses sinfonischen Blasorchesters sind Schüler und Studenten zwischen 14 und 27 Jahren aus der Region. Das Orchester gewann zahlreiche Preise bei musikalischen Wettbewerben.

## Geschichte
Zur Nachwuchsförderung des Blasorchesters Havixbeck von 1878 e.V. wurde 1973 unter der Leitung von Günther Mertens eine Jugendkapelle gegründet, aus der aufgrund großer Nachfrage 1975 der Verein Jugendorchester Havixbeck – Schule für Blasmusik hervorging. Am 16. Juni 1984 wurde die Havixbecker Musikschule eingeweiht, an der heute 850 Schüler von 49 Lehrkräften unterrichtet werden. Der niederländische Komponist Ted Huggens widmet 1985 das Werk Interplay for Band dem Havixbecker Jugendorchester. Für sein herausragendes Engagement in der musikalischen Ausbildung und Jugendarbeit wurde Günther Mertens am 21. Mai 1991 die Verdienstmedaille des Verdienstordens der Bundesrepublik Deutschland verliehen.
Konzertreisen führten das Orchester in die USA, die Schweiz, nach Kanada, Griechenland, Norwegen, Tschechien, Frankreich und in jüngster Zeit nach Ungarn, Südkorea, Kroatien und Singapur/Malaysia.

### Dirigenten
- 1973 – 1999: Günther Mertens
- 2000: Christian Weiper
- 2001 – 2002: Winfried James Waschk
- 2002 – heute: Rainer Becker

## Repertoire
Der musikalische Schwerpunkt des Orchesters liegt auf zeitgenössischen Originalkompositionen für sinfonisches Blasorchester, daneben sind auch Arrangements sinfonischer Werke und moderner Unterhaltungsmusik im Repertoire enthalten. In großer sinfonischer Besetzung werden regelmäßig auch tiefe Streicher (Kontrabässe, Celli), Klavier und Harfen besetzt.

## Teilnahme an Wettbewerben
Das Orchester konnte erste Ränge mit Auszeichnung bei Landes- und Bundesmusikwettbewerben sowie bei europäischen Musikfesten (Luxemburg 1990, Zürich 1992, Trier 1993, Münster 1995, Brilon 1997, Zürich 1999, Osnabrück, Olpe 2004) erreichen. Einen herausragenden Erfolg erzielte das Jugendorchester beim 3. Welt-Jugendmusikfestival in Zürich im Juli 1999, wo das Orchester in der Höchststufe einen 2. Platz erzielte. Beim „Internationalen Musikfestival 2003“ in Décin (Tschechien) hat das Orchester als bestes Jugendorchester abgeschnitten und in der Gesamtwertung den 2. Platz belegt. Am 3. Oktober 2003 stellte sich das Jugendorchester beim Landesorchesterwettbewerb Nordrhein-Westfalen in der „Historischen Stadthalle Wuppertal“ einer professionellen Jury (u. a. Walter Ratzek und Maurice Hamers) und erzielte den 1. Platz in der Kategorie Jugendblasorchester.
Beim Deutschen Orchesterwettbewerb 2004 erzielte das Orchester in der Kategorie Jugendblasorchester den zweiten Platz. Es erhielt den Förderpreis des Landes Niedersachsen für die „beste Interpretation eines zeitgenössischen Werkes“. Beim Landesmusikfest 2004 in Olpe trat das Orchester in der Höchststufe an und erhielt 97 von 100 Punkten. 2005 erreichte es beim 4. Welt-Jugendmusikfestival in Zürich den 4. Platz in der Kategorie „Harmonie AH Höchstklasse“. Beim Landesmusikfest Baden-Württemberg 2006 in Villingen-Schwenningen erlangte das Jugendorchester Havixbeck einen 2. Platz im Wettbewerb für Höchststufenorchester. Einen 1. Preis erhielt das Orchester beim Deutschen Musikfest im Jahr 2007 in Würzburg.
Im November 2007 erreichte das Jugendorchester Havixbeck beim 7. Landesorchesterwettbewerb NRW in Hamm 24,3 von möglichen 25 Punkten und qualifizierte sich damit erneut für den Deutschen Orchesterwettbewerb vom 30. April bis 4. Mai 2008 in Wuppertal. Hier erreichte es 21,7 Punkte und das Prädikat „mit sehr gutem Erfolg teilgenommen“ und belegte den zweiten Platz in der Kategorie B2-Jugendblasorchester.
Beim 8. Deutschen Orchesterwettbewerb vom 16. bis 20. Mai 2012 in Hildesheim erreichte das Orchester nach zweiten Plätzen bei den beiden vorherigen Veranstaltungen den 1. Platz in der Kategorie B2-Jugendblasorchester.
Beim 9. Deutschen Orchesterwettbewerb vom 30. April bis 8. Mai 2016 in Ulm konnte das Orchester diese Leistung bestätigen und belegte erneut den 1. Platz.
Beim 10. Deutschen Orchesterwettbewerb im Jahr 2021 hat das Orchester ein weiteres Mal die Leistung unter Beweis gestellt und erzielte den 1. Platz.